# Hermann Wlach

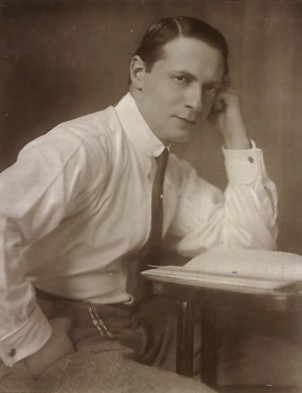
Hermann Wlach auf einer Fotografie von Alexander Binder

Hermann Wlach (* 11. August 1884 in Wien, Österreich-Ungarn; † 28. Jänner 1962 in Zollikon) war ein österreichischer Schauspieler.

## Leben
Er besuchte von 1902 bis 1904 das Wiener Konservatorium und trat 1904 sein erstes Engagement am Schillertheater in Berlin an. 1906 wechselte er an das Hebbel-Theater und 1910 an das Schauspielhaus in Hamburg.
Von 1913 bis 1916 waren das Kleine Theater, das Lessingtheater und das Deutsche Theater seine Wirkungsorte in Berlin. Von 1916 bis 1924 war Wlach erneut am Schauspielhaus in Hamburg tätig, 1925 wurde er unter Francesco Sioli Oberspielleiter am Nationaltheater Mannheim. 1933 emigrierte er in die Schweiz und kam an das Schauspielhaus Zürich, wo er seither zum Ensemble gehörte. Eine seiner wichtigsten Rollen war die Titelfigur in Nathan der Weise.
Von 1915 bis 1922 wirkte Wlach in vielen Stummfilmen mit, danach wurde er jedoch nur noch selten eingesetzt. Eine seiner letzten Rollen übernahm er 1931, als er in dem Geschichtsdrama 1914, die letzten Tage vor dem Weltbrand den deutschen Staatssekretär des Äußeren Gottlieb von Jagow verkörperte.

## Filmografie
| - 1915: Der Schuß im Traum - 1915: Sein schwierigster Fall - 1916: Höhen und Tiefen - 1916: Die Sünde der Helga Arndt - 1916: Der Fall Hoop - 1916: Seine letzte Maske - 1920: Whitechapel. Eine Kette von Perlen und Abenteuern - 1920: Manolescus Memoiren - 1921: Der Perlenmacher von Madrid - 1921: Die Gassenkönigin - 1921: Banditen im Frack – Vera-Filmwerke - 1921: Die rote Nacht – Vera-Filmwerke | - 1922: Das Geheimnis der grünen Villa – Vera-Filmwerke - 1922: Strandgut der Leidenschaft – Vera-Filmwerke - 1922: Das blonde Verhängnis / Das Schicksal einer Zirkusreiterin – Vera-Filmwerke - 1922: Jimmy, ein Schicksal von Mensch und Tier – Vera-Filmwerke - 1922: Die kleine Stenotipystin – Vera-Filmwerke - 1922: Don Juan – Vera-Filmwerke - 1927: Mata Hari, die rote Tänzerin - 1930: 1914, die letzten Tage vor dem Weltbrand - 1931: Der Hauptmann von Köpenick - 1957: Die Angst vor der Gewalt (Der 10. Mai) |